# David Cross (aktor)
David Cross (ur. 4 kwietnia 1964 w Atlancie) – amerykański aktor filmowy i telewizyjny, komik i scenarzysta.

## Życiorys
Wystąpił w drugoplanowych rolach w popularnych komediach: Straszny film 2 (Scary Movie 2, 2001) i Ona to on (She's the Man, 2006), a także w nominowanym do Oscara komediodramacie Ghost World (2001). Gra rolę Iana Hawke’a w filmach Alvin i wiewiórki, Alvin i Wiewiórki 2 i Alvin i wiewiórki 3.